# Stråken, Småland
Stråken är en sjö i Alvesta kommun och Växjö kommun i Småland och ingår i Mörrumsåns huvudavrinningsområde. Sjön är 12,2 meter djup, har en yta på 7,06 kvadratkilometer och befinner sig 184 meter över havet. Vid sjöns norra ände ligger kyrkbyn Aneboda med Aneboda kyrka. Sjön avvattnas av vattendraget Lekarydsån. Vid provfiske har bland annat abborre, braxen, gädda och lake fångats i sjön.
Stråken har tidigare brukats för timmerflottning, timret vindades över sjön med hjälp av roddbåtar.

## Delavrinningsområde
Stråken ingår i det delavrinningsområde (632764-142540) som SMHI kallar för Utloppet av Stråken. Medelhöjden är 204 meter över havet och ytan är 40,02 kvadratkilometer. Räknas de 4 avrinningsområdena uppströms in blir den ackumulerade arean 87,54 kvadratkilometer. Lekarydsån som avvattnar avrinningsområdet har biflödesordning 2, vilket innebär att vattnet flödar genom totalt 2 vattendrag innan det når havet efter 116 kilometer. Avrinningsområdet består mestadels av skog (66 %). Avrinningsområdet har 7,1 kvadratkilometer vattenytor vilket ger det en sjöprocent på 17,7 %.

## Fisk
Vid provfiske har följande fisk fångats i sjön:
- Abborre
- Braxen
- Gädda
- Lake
- Löja
- Mört
- Sik
- Siklöja